# Backa, Hedesunda
Backa är en by i Hedesunda socken i Gävle kommun. Byn är dokumenterad åtminstone från år 1541. Den har kallats Backan eller Backa genom åren. Byn ligger på Hedesundaslätten på en låg höjd. Backa-Birger är en legend från byn.